# Хуаніта Кастро
Хуана де ла Карідад Кастро Рус (ісп. Juana de la Caridad Castro Ruz; 6 травня 1933, Біран, Куба — 4 грудня 2023 )  — американська політична діячка та розвідниця кубинського походження, опозиціонерка комуністичної революції на Кубі, бізнесвумен, дисидентка, біографістка. Протягом кількох років працювала на ЦРУ, пізніше емігрувала у США.

## Юність і революція
Хуаніта була п'ятою з семи дітей Анхеля Кастро і його дружини Ліни Рус. Її братами і сестрами були Анхела, Рамон, Фідель, Рауль, Емма і Агустіна. Хуаніта, як і інші діти, народилася до одруження батьків, через що вважалася позашлюбною.
Хуаніта спочатку підтримувала брата і навіть їздила за кордон, щоб зібрати гроші на покупку зброї, але незабаром після революції була розчарована. «У мене було тільки два варіанти: бути вірною Кубі, моїй Батьківщині, або моїм братам, — говорила вона, — брати оголосили війну тим, хто вірив в демократію».
 З 1961 року Хуаніта Кастро, за власним зізнанням, співпрацювала з ЦРУ. Вона була завербована в Мексиці, куди вирушила під приводом відвідування молодшої сестри Емми. Під кодовим ім'ям Донна вона допомагала громадянам Куби покинути острів і виконувала інші доручення. За словами Хуаніти, вона відмовилася від плати за свою роботу, вважаючи її патріотичним обов'язком, і сказала, що не збирається брати участь у будь-яких насильницьких діях.

## Життя в США
Кастро покинула Кубу під тиском із боку братів 17 червня 1964 року. Прожила деякий час у Мексиці з сестрою Еммою, що одружилася з мексиканцем, і пізніше переїхала в США. Вона продовжувала свою діяльність проти політики Фіделя. Разом із ЦРУ брала участь у створенні некомерційної організації, що діяла проти уряду Куби.
У 1998 році Кастро подала в суд на свою племінницю Аліну Фернандес, звинувативши її в наклепі, написаному в автобіографії. Суд постановив Фернандес і видавництву виплатити Кастро 45 тисяч доларів.
У 2009 році Хуаніта Кастро опублікувала автобіографію Fidel y Raul, mis hermanos. La historia secreta (Фідель і Рауль, мої брати. Секретна історія). Текст був написаний спільно з журналісткою Марією Антонієттою Коллінз. Книга стала досить успішною. У журналі, що видається міністерством культури Куби, твір було рецензовано як «аморальний комерційний проєкт». У тому ж році Хуаніту Кастро знято документальний фільм «Мої брати і я».